# Michał Piszko
Michał Jan Piszko (ur. 7 stycznia 1981 w Dusznikach-Zdroju) – polski samorządowiec, burmistrz Kłodzka.

## Życiorys
W 2001 ukończył Technikum Budowlane w Kłodzku. Jest absolwentem politologii na Uniwersytecie Wrocławskim (2006) oraz Podyplomowego Studium Funduszy Strukturalnych Unii Europejskiej na Wydziale Nauk Społecznych UWr (2006).
W latach 2005–2006 prowadził własną działalność gospodarczą – konsulting i doradztwo w zakresie pozyskiwania środków z funduszy strukturalnych UE. W latach 2006–2007 był pracownikiem Urzędu marszałkowskiego województwa dolnośląskiego, a w latach 2007–2008 w Starostwie Powiatowym w Kłodzku na samodzielnym stanowisku ds. pozyskiwania funduszy unijnych.
W 2009 został asystentem, a później doradcą sekretarza stanu w Ministerstwie Zdrowia Jakuba Szulca, gdzie pracował do końca 2011. W okresie 2012–2014 pełnił funkcję dyrektora Wydziału Rozwoju, Promocji, Sportu i Turystyki w Starostwie Powiatowym w Kłodzku.

### Działalność polityczna
W 2003 wstąpił do Platformy Obywatelskiej. W latach 2010–2011 działał w Stowarzyszeniu „Młodzi Demokraci” w regionie dolnośląskim (m.in. był przewodniczącym koła kłodzkiego). W wyborach samorządowych w 2010 zdobył mandat radnego Rady Miejskiej w Kłodzku w Kłodzku w okręgu nr 2.
Należał do najbardziej aktywnych opozycyjnych radnych w kadencji 2010–2014 (do końca 2013 złożył ponad 100 interpelacji). Władze Kłodzka podjęły próbę usunięcia go z Rady Miejskiej uchwałą z dnia 27 czerwca 2013. 26 lipca 2013 wojewoda dolnośląski stwierdził nieważność tej uchwały, wydając rozstrzygnięcie nadzorcze.
30 listopada 2014 w drugiej turze wyborów samorządowych został wybrany na urząd burmistrza Kłodzka z ramienia KWW „Lubię Kłodzko” (popieranego przez PO), wygrywając w II turze z dotychczasowym burmistrzem Bogusławem Szpytmą, uzyskując 58,54% ważnych głosów. W ramach przezwyciężania odziedziczonego po poprzedniku zadłużenia miasta, po wyborze poprosił Radę Miejską o obniżenie sobie pensji, obniżył także płace kierowników wydziałów urzędu miasta, i powołał tylko jednego zastępcę. W 2018 uzyskał reelekcję na kolejną kadencję, zdobywając w I turze 67,56% głosów. 18 sierpnia 2020 złożył rezygnację z członkostwa w Platformie Obywatelskiej w związku z poparciem przez posłów tej partii projektu ustawy podwyższającej pensje dla polityków najwyższego szczebla oraz podniesienie wysokości subwencji partyjnych.